# Coeliccia simillima
Coeliccia simillima är en trollsländeart som beskrevs av Harry Hyde Laidlaw, Jr. 1917. Coeliccia simillima ingår i släktet Coeliccia och familjen flodflicksländor. Inga underarter finns listade i Catalogue of Life.